# Diadiaphorus
Diadiaphorus és un gènere de mamífer litoptern extint de la família dels proterotèrids. La forma de les seves molars indica que s'alimentava probablement de fulles.